# Jovens Turcos (Brasil)
Jovens Turcos foi a designação pela qual ficaram conhecidos os oficiais brasileiros que receberam formação militar na Alemanha  nos anos que precederam a Primeira Guerra Mundial.

## História
Entre 1906 e 1912 a convite do Imperador alemão Guilherme II, contando com o apoio do Barão do Rio Branco e do então ministro da Guerra e, posteriormente, presidente da República, Marechal Hermes da Fonseca, foram enviadas turmas de oficiais brasileiros à Alemanha com o objetivo modernizar as forças armadas nacionais, em função do atraso do Exército e da preocupação da diplomacia com a soberania do país.
Nesse momento, o Império Alemão travava com a Terceira República Francesa uma disputa pela liderança militar na Europa, assim, consequentemente, buscavam ampliar suas esferas de influência. Essa disputa tanto incluía a ampliação do poderio bélico e inovações táticas, quanto a venda de armamento e o envio de missões militares estrangeiras de instrução junto aos exércitos latino-americanos, como já fora experimentado no Chile e Argentina.
Esses oficiais, por defenderem reformas tendo como modelo a doutrina militar alemã, de retorno, seriam chamados pelos seus adversários de "Jovens Turcos", em referência aos oficiais de Mustafa Kemal de forte influência positivista, que também estagiara na Alemanha.
De volta ao Brasil, os "Jovens Turcos" fundaram a revista A Defesa Nacional em 1913, consagrando-a à reforma do Exército Brasileiro, na qual traduziam obras de militares alemães e difundiam seu sistema de treinamento, práticas e costumes, e escreviam textos enaltecendo o Exército e a indústria bélica germânica. Essa reforma tinha em vista a modernização do exército, e respondia ao processo de conscientização política do exército encaminhada por Benjamin Constant, indivíduo claramente influenciado pelo positivismo.
Entre seus membros contava com Bertoldo Klinger, Euclides Figueiredo, Leitão de Carvalho, Joaquim de Souza Reis, Epaminondas de Lima e Silva, Parga Rodrigues, Amaro de Azambuja Vila Nova e Francisco Jorge Pinheiro.
Após o término da Primeira Guerra, a opção dos jovens turcos se tornou inviável e o Brasil contratou uma missão militar da França para modernizar o seu Exército.